# Xã Wood, Quận Wright, Missouri
Xã Wood (tiếng Anh: Wood Township) là một xã thuộc quận Wright, tiểu bang Missouri, Hoa Kỳ. Năm 2010, dân số của xã này là 1.498 người.